# Las campanas de la mezquita
"Las campanas de la mezquita" se puede considerar una obra típica del cancionero español, compuesta por Ramón Medina Ortega, alcarreño nacido en Brihuega el 7 de junio de 1891.
El compositor, por motivos personales (lugar de trabajo del padre) debe trasladarse a los 10 años a Córdoba. Allí, e influenciado por su madre, que era pianista, comienza su educación musical. A los 11 años ingresa en el coro infantil de la Catedral, dirigido por Juan Antonio Gómez Navarro. Posteriormente, cumplimentó sus enseñanzas musicales en la Escuela Provincial de Música y el Centro Filarmónico, aunque nunca se dedicó a la música profesionalmente.
En 1949 comienzan a conocerse sus canciones, inspiradas en Córdoba, sus costumbres y tradiciones, destacando en todas alusiones a rincones de la ciudad.
El origen de la difusión de la canción está en la Taberna El Pancho, donde junto con otros miembros de la peña a la que pertenecía, Peña El Limón, cantaban y ensayaban sus composiciones. En principio, las composiciones estaban preparadas para guitarra española.
Gracias a su hijo, Ramón Medina Hidalgo, que recuperó y adaptó más de 60 canciones de su progenitor, no han caído en el olvido, pudiendo escucharse múltiples grabaciones realizadas por grupos populares y corales.